# Los Terrícolas
Los Terrícolas es una agrupación musical venezolana creada a finales de la década de los 60 que obtuvo fama nacional e internacional y siguen vigentes hoy en día, con colaboraciones con MC Magic en 2022 y Bronco en 2023.

## Miembros
Sus miembros fundadores fueron
- Johnny Hoyer (director y tecladista)
- Lenny Beatriz Hoyer (voz femenina)
- Néstor Daniel Hoyer (primera voz y bajo)
- Ángel David Hoyer (batería)
- Freddy Fuentes (guitarra)
- Efraín Zambrano (voz y percusión)
- Ángel Zambrano (percusión)

## Historia
En el año 1968 Johnny Hoyer, el mayor de los hermanos Hoyer, decide fundar un grupo musical integrado por los miembros de la familia. Inicialmente se llamó "Mini Combo Montreal". La popularidad se extendió paulatinamente en toda presentación en vivo, en cada fiesta y baile que amenizaban.
El nombre de "Terrícolas" viene dado que, según Néstor Daniel Hoyer, en aquella época dicho calificativo estaba en boga, debido a la llegada del hombre a la luna.
Tiempo después, Los Terrícolas grabaron un demo con cuatro canciones y viajaron a Caracas para presentarlo a sellos discográficos capitalinos, tras algunas negativas, el grupo fue firmado finalmente por César Roldan, dueño de "Discomoda", sello disquero con el que graban su primer sencillo Vivirás.
Con su segundo larga duración, que incluye los temas "Lloraras" y "Te juro que te amo", adquieren fama musical.
En 1980 Néstor Daniel, se lanza como solista y su hermano mayor Johnny Hoyer lo sustituye como vocalista, grabándose, entre otros, temas como  "Pena De Amor".
En 1986 ya no existia el grupo, por lo que el sello Discomoda, al retener el derecho del nombre, decide remplazar a los músicos fundadores y comenzar un grupo "Terricolas" pero con nuevos elementos, pues su éxito fue tan grande que el público los seguía pidiendo,
lo que provocó que otras personas usurparan el nombre y se hicieran pasar como miembros originales copiando el estilo de los terrícolas.
Al enterarse de  todo esto, los ex´s miembros originales deciden pelear por el nombre y los derechos, pero durante ese proceso, en el año de 1999 del director y fundador Johnny Hoyer fallece, lo que causa un duro golpe a sus hermanos y músicos.
Poco después, se dio a conocer que un exmiembro, de nombre Eduardo Carrero obtuvo los derechos en el año 2004, por lo que empezó a explotar la marca sin ser uno de los miembros fundadores. Esto causó más peleas hasta el año 2010, donde ya había más confusión.
A partir de ahí, los exmiembros originales comenzaron a trabajar cada uno con el nombre de "Los Terricolas", con pequeñas variaciones en el texto y logo, por lo que los ha vuelto el grupo más clonado de la historia. 

## Actualidad
El grupo original viajó a México, y ahí continuó radicando.
El vocalista Nestor Daniel sigue como solista y con su grupo, vive en la ciudad de Monterrey, Nuevo León y junto a su esposa Loly Hoyer se presentan como "Los Terricolas de Nestor Daniel", sigue grabando y haciendo colaboraciones.
Lenny´s Beatriz vive en Guadalajara, Jalisco y junto con su hijo, Julio Hoyer se presentan con su grupo "Los Terricolas de Lenny´s Beatriz" y en algunas ocasiones se reúne con su hermano Néstor para recordar sus inicios.
Freddy Fuentes vive en la Ciudad de México y junto a sus hijos Jhan, Jhon y Naifret Fuentes se presentan como "Los Terricolas de Freddy Fuentes" sigue grabando y haciendo colaboraciones.

## Discografía

### Álbumes discográficos
- 1972 Vivirás
- 1972 Llorarás
- 1973 Te Amare
- 1974 Contigo mi amor
- 1974 Amor traicionero
- 1975 Una carta
- 1975 En México
- 1976 Un sueño
- 1977 Donde vamos
- 1978 Hasta Ayer
- 1979 Consentidos de América